# Krakh inzjenera Garina
Krakh inzjenera Garina (russisk: Крах инженера Гарина) er en sovjetisk spillefilm fra 1973 af Leonid Kvinikhidze.

## Medvirkende
- Oleg Borisov som Pjotr Garin
- Aleksandr Beljavskij som Vasilij Sjelga
- Vasilij Korzun som Rolling
- Nonna Terentjeva som Zoe Montrose
- Vladimir Tatosov som Tyklinskij